# Fallmeister (Cadolzburg)
Fallmeister ist ein Wohnplatz der Marktes Cadolzburg im Landkreis Fürth (Mittelfranken, Bayern). Der Ort liegt in der Gemarkung Cadolzburg.

## Geografie
Die aus zwei Wohngebäuden mit eigener Nummerierung bestehende Einöde liegt inmitten eines Waldes an einem Bach, der nördlich wie südlich einige kleine Weiher speist. Ein Wirtschaftsweg führt 200 Meter nordwestlich zu einer Gemeindeverbindungsstraße, die nach Gonnersdorf (0,9 km nordwestlich) bzw. nach Cadolzburg verläuft (1,3 km östlich).

## Geschichte
Der Ort wurde 1837 als „Fallmeister“ erstmals schriftlich erwähnt, etwa zeitgleich in der Bayerischen Uraufnahme ebenso genannt verzeichnet. Die Abdeckerei erhielt die Hausnummer 125 des Ortes Cadolzburg. Nach 1885 wurde die Fallmeister nicht mehr als Ortsteil geführt.

### Einwohnerentwicklung
| Jahr      | 001836 | 001840 | 001861 | 001871 | 001885 |
| Einwohner | 5      | 5      | *      | 7      | 9      |
| Häuser    | 1      | 1      |        |        | 1      |
| Quelle    | [ 4 ]  | [ 7 ]  | [ 8 ]  | [ 9 ]  | [ 10 ] |

## Religion
Die Einwohner evangelisch-lutherischer Konfession sind nach St. Veit (Cadolzburg) gepfarrt, die Einwohner römisch-katholischer Konfession sind nach Heilig Geist (Cadolzburg) gepfarrt.

## Weblink
- Fallmeister in der Ortsdatenbank des bavarikon, abgerufen am 9. Oktober 2024.